# Locatelli (azienda)
Locatelli era un gruppo alimentare italiano, produttore di vari alimenti caseari e salumi. Dopo vari acquisti del marchio da parte di altri gruppi alimentari, nel 2008 il gruppo viene assimilato definitivamente dalla multinazionale francese Lactalis.

## Storia
La Locatelli ha origine nel 1860 dal caseificio di Mattia Locatelli e del figlio Giovanni a Ballabio (LC), stesso comune dove successivamente sorgerà la più potente Galbani; in un'epoca in cui in Italia la produzione casearia era per lo più di tipo artigianale ed i cibi erano commercializzati solo localmente, i Locatelli avviarono la loro azienda principalmente per la produzione ed il commercio del gorgonzola.
Nel 1874 comincia l'espansione dell'azienda, portando il gorgonzola Locatelli all'estero, più precisamente in Gran Bretagna ed in Sud America. Nel 1892, gli uffici Locatelli vengono spostati a Lecco per maggior disposizione di magazzini e pochi anni dopo l'azienda, oltre al commercio del gorgonzola, vi aggiunge il commercio di salumi e di altri prodotti caseari, come il parmigiano reggiano ed il pecorino romano, quest'ultimo prodotto sia nella zona dell'Agro Romano, da parte dell'azienda agricola "Tragliatella", che in Sardegna, nello stabilimento aziendale di Macomer di proprietà della famiglia Locatelli.

Placca pubblicitaria per forme (1950 circa)

Placca pubblicitaria per forme (1950 circa)

Nel 1922 l'azienda si espande acquisendo il caseificio dei fratelli Barberi a Moretta, vicino a Saluzzo, un importante stabilimento costruito venti anni prima secondo i più moderni dettami della tecnologia industriale, che già da tempo aveva avviato l'allevamento dei suini. Nel 1926 e nel 1935 si aggiungono due poli in più, rispettivamente a Reggio nell'Emilia e Robbio (PV). Negli anni '50 operano due stabilimenti; la sede legale si sposta nuovamente, trasferendosi da Lecco a Milano lungo la via Tortona. Negli anni '60, l'azienda acquista dagli Stati Uniti un nuovo macchinario per la produzione di mozzarella a peso costante, la cosiddetta "Pizzaiola".

## I passaggi di proprietà
Nel 1961 Locatelli viene acquisita dal gruppo Nestlé, il quale lancia nuovi prodotti sul mercato italiano; negli anni successivi a Moretta vengono intrapresi lavori di modernizzazione della produzione casearia, che però portano al declino della produzione di salumi. Ed è a partire dall'inizio degli anni '90 che, sempre a Moretta, la costruzione del nuovo sito industriale comporta l'abbandono dell'attività del salumificio.
Alla fine degli anni '90 il gruppo francese della famiglia Besnier acquista il marchio Locatelli e l'intera attività dell'azienda dalla Nestlé, ad eccezione dello stabilimento di Moretta che rimane alla Nestlé. Nel 1997 l'azienda italiana lattiero-casearia Auricchio acquista dalla Nestlé Italia la divisione prodotti ovini di Locatelli, divenendo titolare del marchio Locatelli esclusivamente per gli Stati Uniti (Locatelli USA); ancora oggi il pecorino romano di marca Locatelli (FOI - gruppo Auricchio), prodotto nello stabilimento sardo di Macomer, è il leader nel mercato nordamericano. Nel 2008, con la nascita del gruppo Lactalis Italia, Locatelli viene nuovamente comprata e assimilata definitivamente dalla multinazionale francese.

## Poli produttivi
- Milano (MI) (anni '50-2008)
- Lecco (LC) (1882-anni '50)
- Moretta (CN) (1922-2008)
- Reggio nell'Emilia (RE) (1926-1998)
- Robbio (PV) (1935-1988)
- Ballabio (LC) (1860-1882)[2]
- Macomer (NU) (in attività per la produzione del Pecorino Romano Locatelli)[5]